# Mesochorus aggestus
Mesochorus aggestus är en stekelart som beskrevs av Schwenke 2002. Mesochorus aggestus ingår i släktet Mesochorus och familjen brokparasitsteklar. Inga underarter finns listade i Catalogue of Life.